# Bassila (arrondissement)
Pour les articles homonymes, voir Bassila.
Bassila est une ville et un arrondissement du centre-ouest du Bénin, chef-lieu de la commune de Bassila, située dans la Donga. Elle se situe presque sur la frontière benino-togolaise, sur l'axe Sokodé-Tchamba - Wari-Maro.
Bassila est une ville vivante, qui présente plusieurs infrastructures pour la commune du même nom : Cinq CEGs, dont trois privés, la mairie dit "hôtel de ville", la brigade de gendarmerie, un commissariat de police, l'hôpital de zone, une deuxième grande station de santé, la radio locale FM Kouffé, le grand marché des mercredis, etc. 
Bassila est composé de 20 villages : Adjimon, Adjiro, Aoro-lokpa, Aoro-nago, Appi, Assion, Bassila abiguédou, Bassila Allan, Bassila Bakabaka, Biguina Akpassa, Biguina holoudè, Diépani-Balimboli, Doguè, Frigniou, Guiguisso, Igbomakro, Ikrélé,  Koïwala, Kprèkètè. 

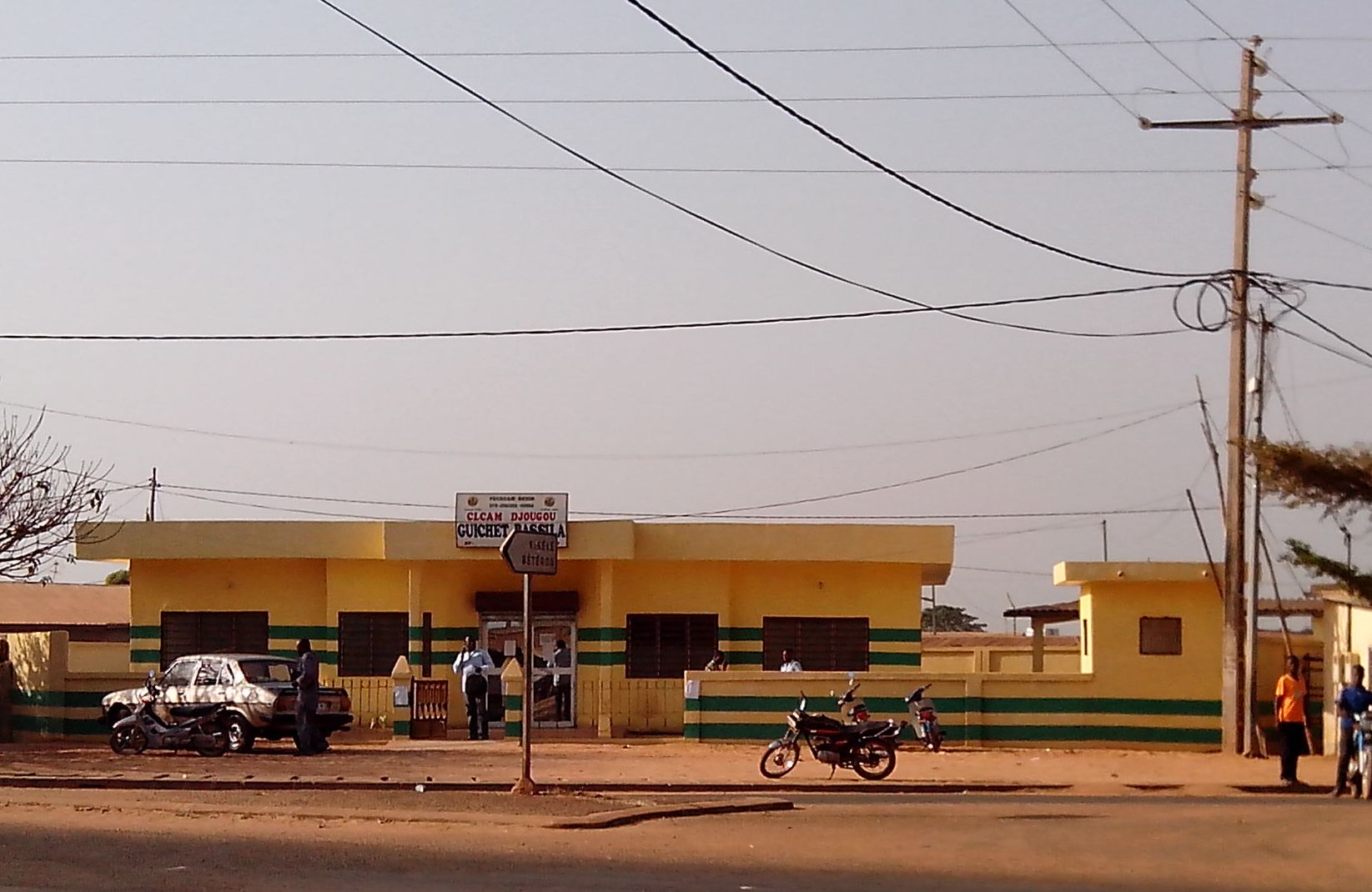
Guichet de Bassila de la CLCAM de Djougou, construit en 2013.

## Galerie

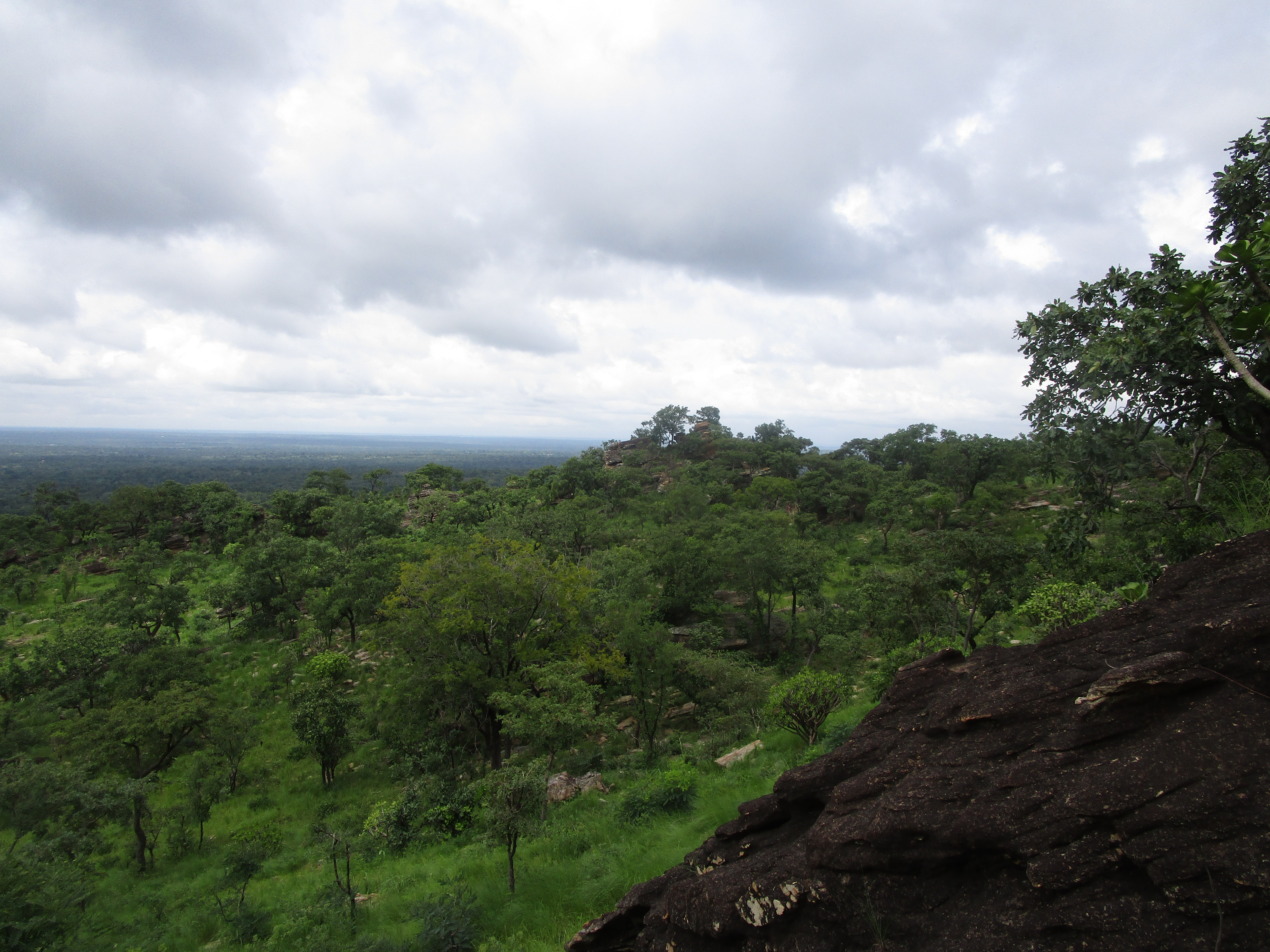
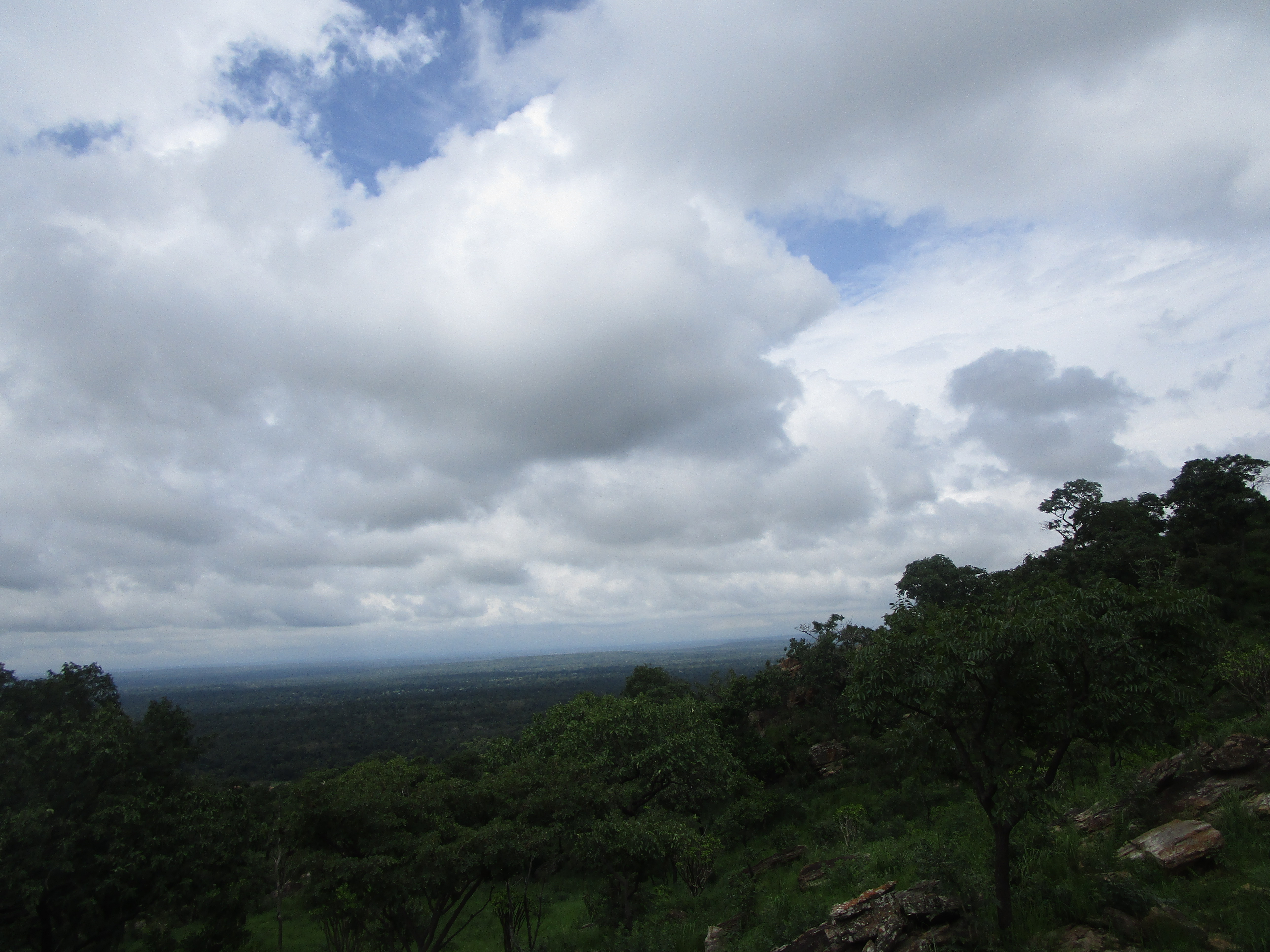
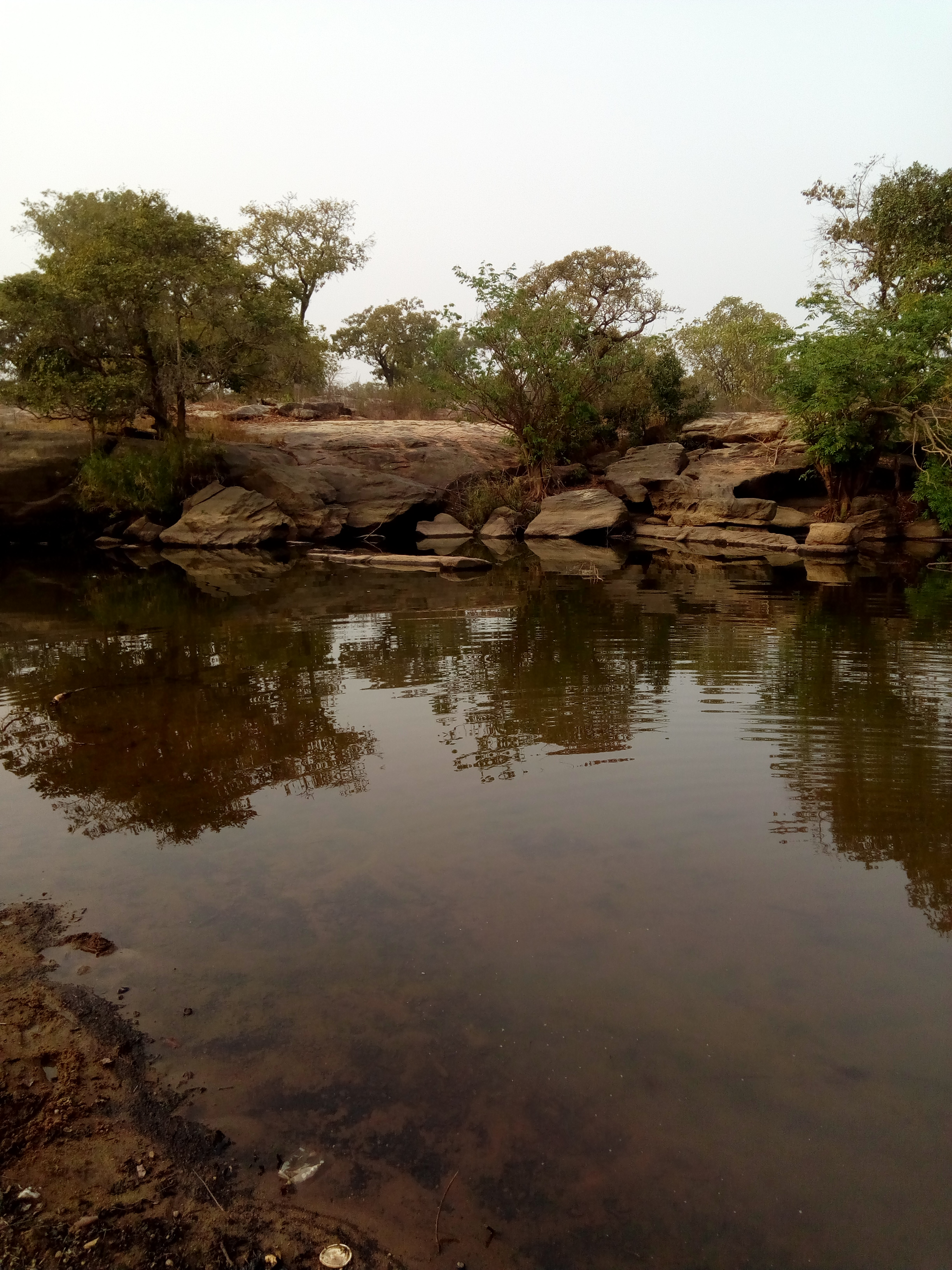
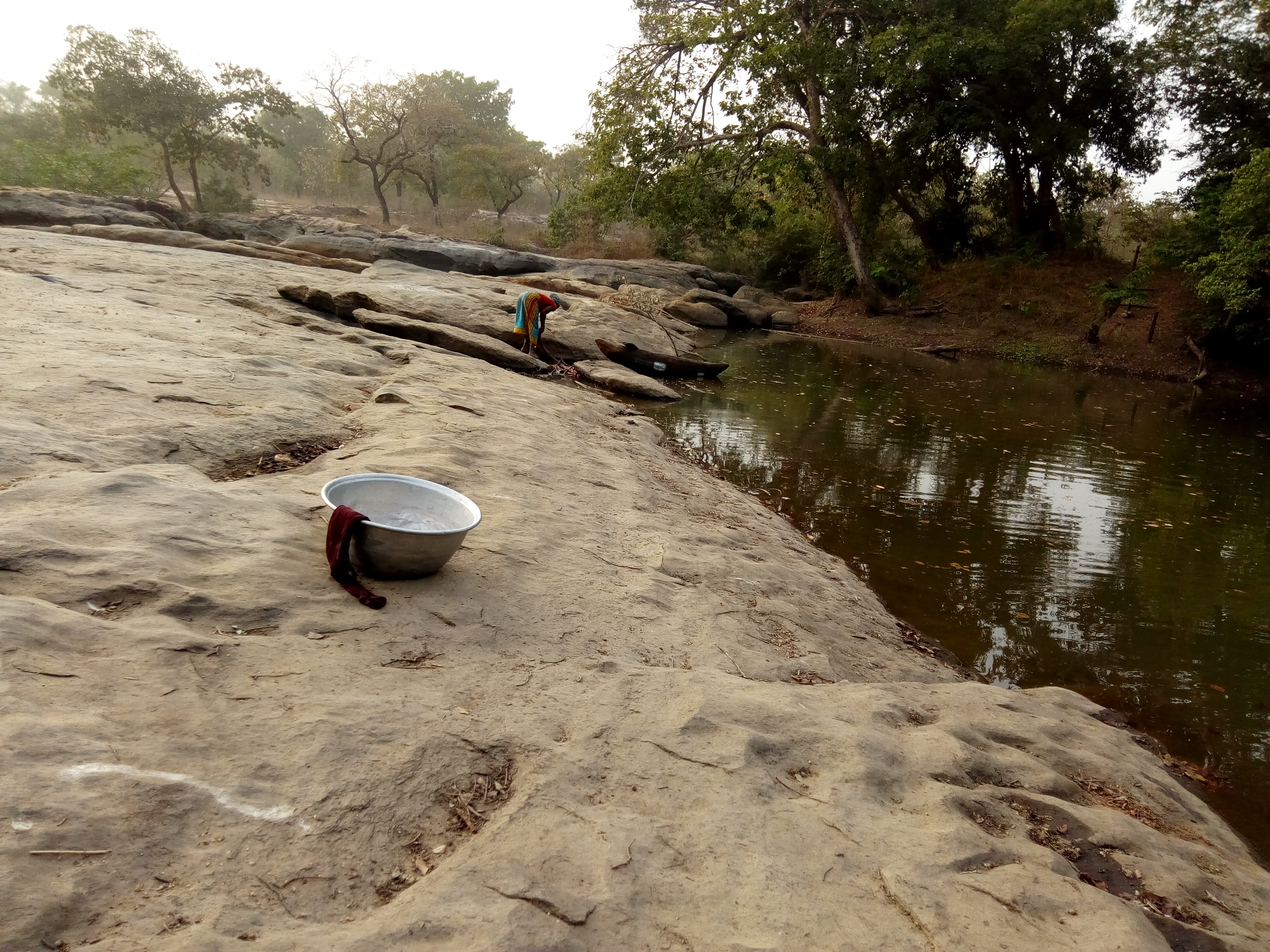